# 评定-兴奋理论
评定-兴奋理论，阿诺德认为刺激情景并不直接决定情绪的性质，从刺激的出现到情绪的产生，要经过对刺激的估量与评价，情绪产生的基本过程是刺激情景-评估-情绪。同一刺激情景，由于个体不同的认知评估，会产生不同的情绪反应。情绪的产生是大脑皮层和皮下组织协同活动的结果。也就是从外周的反馈信息在大脑皮层中被估价，是纯粹的认知经验转化为能够感受的情绪体验。
阿诺德的“评定-兴奋”说主要有以下三个观点：
第一，刺激情景并不直接决定情绪的性质，从刺激的出现到情绪的产生，要经过对刺激情景的评估。
第二，情绪的产生是大脑皮层和皮下组织协同活动的结果，大脑皮层的兴奋时产生情绪行为最为重要的条件
第三，情绪产生的理论模式———引起情绪的外界刺激作用与感受器，使感受器产生神经冲动，通过内导神经，经丘脑传到大脑皮层，刺激情境在大脑皮层额度得到评估，形成一种特殊的态度。